# Tiresias (police de caractères)
Pour les articles homonymes, voir Tirésias (homonymie).

Specimen de Tiresias.

Tiresias est une famille de police de caractères développée par John Gill du Royal National Institute of Blind People de Londres pour une meilleure lisibilité par les personnes à visibilité réduite. Tiresias Screenfont est la police adopté par le consortium Digital Video Broadcasting pour son standard MHP (Multimedia Home Platform) utilisé par plusieurs fabricants de télévisions et de décodeurs TV, elle est notamment utilisée dans les sous-titres de la diffusion de télévision numérique terrestre (DVB-T) et satellite (DVB-S) britannique.
La famille est organisée en plusieurs polices :
- Tiresias Infofont, pour les étiquettes informatives, optimisée pour la lisibilité maximale à une distance de 30 à 100 cm ;
- Tiresias Keyfont, pour les inscriptions sur les touches de clavier, les boutons d’appareils électroniques, de télécommandes ;
- Tiresias LPfont, pour les impressions à grande échelle ;
- Tiresias PCfont, pour les écrans ;
- Tiresias Screenfont, pour les sous-titres sur télévision et pour les interfaces utilisateurs sur écran ;
- Tiresias Signfont, pour les panneaux de signalisation.

En 2007, toutes les polices, à l’exception de Tiresias Screenfont, sont publiés sous la Licence publique générale GNU 3 qui sont disponibles gratuitement dans les principales distributions libres de Linux et chez plusieurs fournisseurs sous forme payante ou gratuite. Tiresias Screenfont qui n'est pas libre est disponible de façon payante ou gratuite sous forme de clone.